# Olympiakos Syndesmos Filathlōn Peiraiōs 2018-2019
Questa voce raccoglie le informazioni riguardanti l'Olympiakos nelle competizioni ufficiali della stagione 2018-2019.

## Maglie e sponsor
Il fornitore tecnico per la stagione 2018-2029 è Adidas. Lo sponsor ufficiale è Stoiximan.
| 1ª divisa | 2ª divisa | 3ª divisa |

## Rosa
| N. |                      | Ruolo | Calciatore                  |
| -- | -------------------- | ----- | --------------------------- |
| 1  | Grecia (bandiera)    | P     | Eleutherios Choutesiōtīs    |
| 4  | Guinea (bandiera)    | C     | Mady Camara                 |
| 5  | Grecia (bandiera)    | C     | Andreas Bouchalakis         |
| 6  | Israele (bandiera)   | C     | Bibras Natkho               |
| 7  | Grecia (bandiera)    | C     | Kōstas Fortounīs (capitano) |
| 8  | Grecia (bandiera)    | C     | Thanasīs Androutsos         |
| 9  | Spagna (bandiera)    | A     | Miguel Ángel Guerrero       |
| 10 | Grecia (bandiera)    | C     | Giannīs Fetfatzidīs         |
| 11 | Grecia (bandiera)    | C     | Lazaros Christodoulopoulos  |
| 12 | Brasile (bandiera)   | C     | Guilherme                   |
| 14 | Norvegia (bandiera)  | D     | Omar Elabdellaoui           |
| 16 | Grecia (bandiera)    | C     | Giōrgos Masouras            |
| 17 | Argentina (bandiera) | A     | Matías Nahuel Leiva         |
| 18 | Egitto (bandiera)    | A     | Ahmed Hassan                |
| 19 | Grecia (bandiera)    | C     | Marios Vrousai              |
| 20 | Tunisia (bandiera)   | D     | Yassine Meriah              |
| 21 | Grecia (bandiera)    | D     | Kōstas Tsimikas             |

| N. |                           | Ruolo | Calciatore          |
| -- | ------------------------- | ----- | ------------------- |
| 22 | Grecia (bandiera)         | P     | Andreas Gianniōtīs  |
| 23 | Grecia (bandiera)         | D     | Leonardo Koutrīs    |
| 25 | Portogallo (bandiera)     | D     | Roderick Miranda    |
| 26 | Serbia (bandiera)         | D     | Jagoš Vuković       |
| 29 | Argentina (bandiera)      | A     | Franco Soldano      |
| 31 | Portogallo (bandiera)     | C     | Gil Dias            |
| 32 | Russia (bandiera)         | P     | Jurij Lodygin       |
| 33 | Grecia (bandiera)         | A     | Dīmītrios Manos     |
| 34 | Grecia (bandiera)         | D     | Avraam Papadopoulos |
| 35 | Grecia (bandiera)         | D     | Vasilīs Torosidīs   |
| 42 | Costa d'Avorio (bandiera) | C     | Yaya Touré          |
| 43 | Grecia (bandiera)         | D     | Dīmītrīs Nikolaou   |
| 56 | Portogallo (bandiera)     | A     | Daniel Podence      |
| 66 | Senegal (bandiera)        | D     | Pape Abou Cissé     |
| 90 | Colombia (bandiera)       | A     | Felipe Pardo        |
| 93 | Portogallo (bandiera)     | P     | José Sá             |

## Calciomercato

### Sessione estiva
| Acquisti         | Acquisti                   | Acquisti            | Acquisti                |
| R.               | Nome                       | da                  | Modalità                |
| ---------------- | -------------------------- | ------------------- | ----------------------- |
| P                | Andreas Gianniōtīs         | Atromītos           | svincolato              |
| P                | José Sá                    | Porto               | prestito                |
| D                | Yassine Meriah             | Sfaxien             | definitivo (1,8 mln €)  |
| D                | Roderick Miranda           | Wolverhampton       | prestito (0,5 mln €)    |
| D                | Vasilīs Torosidīs          | Bologna             | svincolato              |
| D                | Kōstas Tsimikas            | Willem II           | fine prestito           |
| D                | Jagoš Vuković              | Verona              | fine prestito           |
| C                | Andreas Bouchalakīs        | Nottingham Forest   | svincolato              |
| C                | Mady Camara                | Ajaccio             | definitivo              |
| C                | Lazaros Christodoulopoulos | Bologna             | svincolato              |
| C                | Giannīs Fetfatzidīs        | Al-Ahli             | svincolato              |
| C                | Guilherme                  | Deportivo La Coruña | definitivo (2,9 mln €)  |
| C                | Bibras Natkho              | CSKA Mosca          | svincolato              |
| C                | Yaya Touré                 |                     | svincolato              |
| A                | Miguel Ángel Guerrero      | Leganés             | svincolato              |
| A                | Ahmed Hassan               | Braga               | prestito (0,3 mln €)    |
| A                | Dīmītrios Manos            | OFI Creta           | definitivo (0,2 mln €)  |
| A                | Matías Nahuel Leiva        | Villarreal          | svincolato              |
| A                | Daniel Podence             | Sporting Lisbona    | definitivo (7 mln €)    |
| A                | Lazar Ranđelović           | Radnički Niš        | definitivo (0,55 mln €) |
| Altre operazioni |                            |                     |                         |
| R.               | Nome                       | da                  | Modalità                |
| P                | Iason Gavalas              | Chania-Kissamikos   | fine prestito           |
| P                | Kōnstantinos Tzolakīs      | Platanias           | definitivo              |
| D                | Stefanos Evangelou         | Panathīnaïkos       | svincolato              |
| D                | Antonis Fouasis            | Chania-Kissamikos   | fine prestito           |
| D                | Dīmītrīs Goutas            | Sint-Truiden        | fine prestito           |
| D                | Antonis Karageorgis        | Chania-Kissamikos   | fine prestito           |
| D                | Angelos Karatsios          | Larissa             | fine prestito           |
| D                | Kōstas Laïfīs              | Standard Liegi      | fine prestito           |
| D                | Giannīs Masouras           | Larissa             | definitivo (1 mln €)    |
| D                | Epaminondas Pantelakis     | Chania-Kissamikos   | fine prestito           |
| D                | Spyros Risvanīs            | Atromītos           | fine prestito           |
| D                | Ardit Toli                 | Chania-Kissamikos   | fine prestito           |
| D                | Bruno Viana                | Braga               | fine prestito           |
| C                | Giannīs Gianniōtas         | Real Valladolid     | fine prestito           |
| C                | Dimitrios Klingopoulos     | Arīs Salonicco      | definitivo (0,3 mln €)  |
| C                | Qazim Laçi                 | Ajaccio             | fine prestito           |
| C                | Nicolás Martínez           | Apollōn Limassol    | fine prestito           |
| C                | Kōstas Megaritīs           | Chania-Kissamikos   | fine prestito           |
| C                | Manōlīs Siōpīs             | Paniōnios           | fine prestito           |
| C                | Saša Zdjelar               | Partizan            | fine prestito           |
| A                | Emmanuel Emenike           | Las Palmas          | fine prestito           |
| A                | Anastasios Karamanos       | Feirense            | fine prestito           |
| A                | Giōrgos Manthatīs          | PAS Giannina        | fine prestito           |
| A                | Giōrgos Marinos            | Asteras Tripolīs    | definitivo              |
| A                | Giōrgos Xydas              | Chania-Kissamikos   | fine prestito           |

| Cessioni         | Cessioni               | Cessioni          | Cessioni               |
| R.               | Nome                   | a                 | Modalità               |
| ---------------- | ---------------------- | ----------------- | ---------------------- |
| P                | Ivica Ivušić           | Osijek            | svincolato             |
| P                | Silvio Proto           | Lazio             | svincolato             |
| D                | Alberto Botía          | Al-Hilal          | svincolato             |
| D                | Björn Engels           | Stade Reims       | prestito               |
| D                | Bruno Viana            | Braga             | definitivo (3 mln €)   |
| D                | Igor Silva             | AEK Larnaca       | prestito               |
| C                | Guillaume Gillet       | Lens              | svincolato             |
| C                | Ehsan Hajsafi          | Tractor Sazi      | svincolato             |
| C                | Marko Marin            | Stella Rossa      | definitivo (0,7 mln €) |
| C                | André Martins          | Legia Varsavia    | svincolato             |
| C                | Vadis Odjidja-Ofoe     | Gent              | definitivo (2,2 mln €) |
| C                | Alaixys Romao          | Stade Reims       | svincolato             |
| C                | Sebá                   | Chongqing Lifan   | prestito               |
| C                | Panagiōtīs Tachtsidīs  | Nottingham Forest | svincolato             |
| A                | Karim Ansarifard       |                   | svincolato             |
| A                | Uroš Đurđević          | Sporting Gijón    | definitivo (2,5 mln €) |
| A                | Kevin Mirallas         | Everton           | fine prestito          |
| A                | Nikos Vergos           | Panathīnaïkos     | svincolato             |
| Altre operazioni |                        |                   |                        |
| R.               | Nome                   | a                 | Modalità               |
| P                | Giannīs Angelopoulos   | Pafos             | svincolato             |
| P                | Iason Gavalas          | Atromītos Pireo   | svincolato             |
| P                | Dīmītrios Skafiadas    |                   | svincolato             |
| D                | Stefanos Evangelou     | PAS Giannina      | prestito               |
| D                | Antonis Karageorgis    | Chania-Kissamikos | svincolato             |
| D                | Angelos Karatsios      | Apollōn Larissa   | svincolato             |
| D                | Antonis Fouasis        | Kalamata          | svincolato             |
| D                | Kōstas Laïfīs          | Standard Liegi    | definitivo (1,5 mln €) |
| D                | Kōstas Panagou         | Nottingham Forest | prestito               |
| D                | Spyros Risvanīs        | Atromītos         | svincolato             |
| D                | Ardit Toli             | Chania-Kissamikos | svincolato             |
| C                | Giannīs Gianniōtas     | AEK Atene         | svincolato             |
| C                | Dimitrios Klingopoulos |                   |                        |
| C                | Qazim Laçi             | Ajaccio           | definitivo             |
| C                | Stathīs Lamprou        | Aittitos Spata    | prestito               |
| C                | Nicolás Martínez       | Arīs Salonicco    | svincolato             |
| C                | Kōstas Megaritīs       | Nottingham Forest | prestito               |
| C                | Epaminondas Pantelakis | Panathīnaïkos     | svincolato             |
| C                | Manōlīs Siōpīs         | Arīs Salonicco    | definitivo (0,1 mln €) |
| C                | Saša Zdjelar           | Partizan          | definitivo (0,5 mln €) |
| A                | Emmanuel Emenike       |                   | svincolato             |
| A                | Anastasios Karamanos   | Lamia             | svincolato             |
| A                | Giōrgos Manthatīs      | Paniōnios         | prestito               |
| A                | Dīmītrios Taisioulis   | Apollōn Larissa   | prestito               |
| A                | Giōrgos Xydas          | PAS Giannina      | svincolato             |

### Sessione invernale
| Acquisti | Acquisti            | Acquisti              | Acquisti                |
| R.       | Nome                | da                    | Modalità                |
| -------- | ------------------- | --------------------- | ----------------------- |
| P        | Jurij Lodygin       | Zenit San Pietroburgo | prestito                |
| D        | Ousseynou Ba        | Gazélec Ajaccio       | definitivo (0,5 mln €)  |
| D        | Avraam Papadopoulos | Brisbane Roar         | svincolato              |
| C        | Gil Dias            | Monaco                | prestito                |
| C        | Sebá                | Chongqing Lifan       | fine prestito           |
| A        | Giōrgos Masouras    | Paniōnios             | definitivo (0,4 mln €)  |
| A        | Franco Soldano      | Unión (SF)            | definitivo (1,14 mln €) |

| Cessioni | Cessioni            | Cessioni            | Cessioni               |
| R.       | Nome                | a                   | Modalità               |
| -------- | ------------------- | ------------------- | ---------------------- |
| D        | Ousseynou Ba        | Gazélec Ajaccio     | prestito               |
| D        | Giannīs Masouras    | Paniōnios           | prestito               |
| D        | Dīmītrīs Nikolaou   | Empoli              | prestito               |
| C        | Giannīs Fetfatzidīs | Arīs Salonicco      | svincolato             |
| C        | Felipe Pardo        | Toluca              | svincolato             |
| C        | Sebá                | Al-Shabab           | definitivo (0,3 mln €) |
| C        | Yaya Touré          |                     | svincolato             |
| A        | Dīmītrios Manos     | PAS Giannina        | prestito               |
| A        | Matías Nahuel Leiva | Deportivo La Coruña | prestito               |
| A        | Marios Vrousai      | Willem II           | prestito               |

## Risultati

### Souper Ligka Ellada

#### Girone d'andata
| Arbitro: | Koubarakīs (Tracia occidentale) |

|                        |           |  |
| Christodoulopoulos 62’ | Marcatori |  |

| Arbitro: | Fotiadis (Kastoria) |

|                                                                             |           |  |
| Elabdellaoui 34’ Fortounīs 41’ (rig.) Podence 55’ Guerrero 90’ Meriah 90+2’ | Marcatori |  |

| Arbitro: | Tzilos (Larissa) |

|                         |           |           |
| Camara 18’ Natkho 90+2’ | Marcatori | 67’ Tonso |

| Arbitro: | Skoulas (Tessaglia) |

|  |           |                 |
|  | Marcatori | 90+2’ A. Hassan |

| Arbitro: | San |

|  |           |                    |
|  | Marcatori | 49’ (aut.) Vuković |

| Arbitro: | Kristoffersen |

|                 |           |               |
| Bakasetas 90+1’ | Marcatori | 59’ Fortounīs |

| Arbitro: | Sezos (Kilkis) |

|           |           |  |
| Vouho 36’ | Marcatori |  |

| Arbitro: | Zachariadīs (Macedonia) |

|           |           |  |
| Manos 90’ | Marcatori |  |

| Arbitro: | Sidīropoulos (Dodecaneso) |

|  |           |               |
|  | Marcatori | 67’ A. Hassan |

| Arbitro: | Jaccottet |

|             |           |          |
| Cissé 90+5’ | Marcatori | 61’ Kaçe |

| Arbitro: | Evagelou (Atene) |

|               |           |                          |
| Koulourīs 43’ | Marcatori | 49’ Camara 90+3’ Vuković |

| Arbitro: | Koubarakīs (Tracia occidentale) |

|                          |           |            |
| Podence 11’ Guerrero 25’ | Marcatori | 70’ Kamara |

| Arbitro: | Tzilos (Larissa) |

|                    |           |             |
| Vuković 54’ (aut.) | Marcatori | 76’ Vuković |

| Arbitro: | Diamantopoulos (Arcadia) |

|                                              |           |  |
| Guerrero 32’ Fetfatzidīs 46’ Elbdellaoui 51’ | Marcatori |  |

| Arbitro: | Kominīs (Tesprozia) |

|                                            |           |  |
| Masouras 8’ Fortounīs 16’ (rig.), 45’, 75’ | Marcatori |  |

#### Girone di ritorno
| Arbitro: | Sidīropoulos (Dodecaneso) |

|  |           |                           |
|  | Marcatori | 7’ Fortounīs 50’ Guerrero |

| Arbitro: | Papadopoulos (Macedonia) |

|                    |           |                                           |
| Vuković 14’ (aut.) | Marcatori | 8’ (aut.) Skondras 37’ Christodoulopoulos |

| Arbitro: | Koubarakīs (Tracia occidentale) |

|  |           |                                      |
|  | Marcatori | 28’ Fortounīs 50’ Christodoulopoulos |

| Arbitro: | Kotsanīs (Drama) |

|                                                                      |           |  |
| A. Hassan 68’ Guerrero 75’ Christodoulopoulos 79’ (rig.) Vuković 86’ | Marcatori |  |

| Arbitro: | Gil Manzano |

|                                     |           |             |
| Vieirinha 3’ Biseswar 20’ Akpom 82’ | Marcatori | 87’ Podence |

| Arbitro: | Stieler |

|                                             |           |          |
| Camara 50’ Fortounīs 72’, 87’ A. Hassan 83’ | Marcatori | 3’ Ponce |

| Arbitro: | Fotias (Pella) |

|                                                    |           |          |
| Masouras 15’ A. Hassan 36’, 46’, 60’ Fortounīs 40’ | Marcatori | 57’ Nabi |

| Arbitro: | Sezos (Kilkis) |

|  |           |                                  |
|  | Marcatori | 24’ (aut.) Stathīs 70’ A. Hassan |

| Arbitro: | Sidīropoulos (Dodecaneso) |

|                                            |           |              |
| Masouras 27’ Podence 35’, 75’ Guerrero 90’ | Marcatori | 74’ Martínez |

| Amarousio 17 marzo 2019, ore 19:00 EET 25ª giornata | Panathīnaïkos | 0 – 3 (a tavolino) | Olympiacos | Stadio olimpico Spyros Louīs\| Arbitro: \| Fritz \| |
| Arbitro:                                            | Fritz         |                    |            |                                                     |

| Arbitro: | Gestranius |

|                               |           |               |
| Guilherme 50’ Bouchalakīs 75’ | Marcatori | 30’ Koulourīs |

| Arbitro: | Tzovaras (Ftiotide) |

|  |           |                                                                     |
|  | Marcatori | 9’ Masouras 50’ A. Hassan 61’ Guilherme 70’ Camara 78’ Elabdellaoui |

| Arbitro: | Koubarakīs (Tracia occidentale) |

|                                                   |           |  |
| Guilherme 10’, 16’ Elabdellaoui 44’ Fortounīs 57’ | Marcatori |  |

| Arbitro: | Kominīs (Tesprozia) |

|              |           |                                        |
| Assoubre 65’ | Marcatori | 35’ Camara 68’ Fortounīs 85’ A. Hassan |

| Arbitro: | Manouchos (Argolide) |

|  |           |                                           |
|  | Marcatori | 24’ A. Hassan 50’ Alabdellaoui 86’ Camara |

### Coppa di Grecia

#### Fase a gironi
| Arbitro: | Evangelou (Atene) |

|           |           |  |
| Manos 68’ | Marcatori |  |

| Arbitro: | Papadopoulos (Macedonia) |

|  |           |                         |
|  | Marcatori | 39’ Torosidīs 70’ Leiva |

| Arbitro: | Gratsanis (Trikala) |

|                   |           |                            |
| Sarigiannidis 45’ | Marcatori | 11’ Vrousai 40’ Androutsos |

#### Ottavi di finale
| Pigadia 8 gennaio 2019, ore 17:15 EET Andata | Xanthī                  | 0 – 0 referto | Olympiacos | Xanthi FC Arena\| Arbitro: \| Zachariadīs (Macedonia) \| |
| Arbitro:                                     | Zachariadīs (Macedonia) |               |            |                                                          |

| Arbitro: | Tzovaras (Ftiotide) |

|                                |           |                  |
| Podence 29’, 61’ A. Hassan 52’ | Marcatori | 74’ (rig.) Brito |

#### Quarti di finale
| Arbitro: | Skoulas (Tessaglia) |

|                                          |           |                                    |
| Tsoukalos 9’, 62’ Bouchalakīs 31’ (aut.) | Marcatori | 12’ Dias 51’ Soldano 61’ A. Hassan |

| Arbitro: | Kominīs (Tesprozia) |

|  |           |              |
|  | Marcatori | 52’ Campasol |

### Europa League

#### Terzo turno preliminare
| Arbitro: | Letexier |

|                                               |           |  |
| Christodoulopoulos 10’, 33’ Guerrero 36’, 84’ | Marcatori |  |

| Arbitro: | Levnikov |

|              |           |                                          |
| Demhasaj 82’ | Marcatori | 23’, 60’ Christodoulopoulos 68’ Guerrero |

#### Spareggio
| Arbitro: | Vinčić |

|                                           |           |                 |
| Fortounīs 19’, 60’ (rig.) Bouchalakīs 48’ | Marcatori | 33’ (rig.) Wood |

| Arbitro: | Kassai |

|           |           |             |
| Vydra 86’ | Marcatori | 83’ Podence |

#### Fase a gironi
| Il Pireo 20 settembre 2018, ore 22:00 EEST Gruppo F - 1ª giornata | Olympiacos | 0 – 0 referto | Real Betis | Stadio Geōrgios Karaiskakīs (28 650 spett.)\| Arbitro: \| Stefański \| |
| Arbitro:                                                          | Stefański  |               |            |                                                                        |

| Arbitro: | Madden |

|                              |           |              |
| Cutrone 70’, 79’ Higuaín 76’ | Marcatori | 14’ Guerrero |

| Arbitro: | Göçek |

|  |           |                                   |
|  | Marcatori | 66’ Torosidīs 81’ (aut.) Jordanov |

| Arbitro: | Ardeleanu |

|                                                                      |           |            |
| Torosidīs 6’ Fortounīs 15’, 36’ Christodoulopoulos 26’ A. Hassan 70’ | Marcatori | 69’ Sinani |

| Arbitro: | Karasëv |

|             |           |  |
| Canales 39’ | Marcatori |  |

| Arbitro: | Bastien |

|                                                  |           |            |
| Cissé 60’ Zapata 69’ (aut.) Fortounīs 81’ (rig.) | Marcatori | 71’ Zapata |

#### Sedicesimi di finale
| Arbitro: | Pawson |

|                       |           |                            |
| A. Hassan 9’ Dias 40’ | Marcatori | 27’ Bujal's'kij 89’ Verbič |

| Arbitro: | Kružliak |

|         |           |  |
| Sol 32’ | Marcatori |  |

## Statistiche

### Statistiche di squadra
| Competizione        | Punti | In casa | In casa | In casa | In casa | In casa | In casa | In trasferta | In trasferta | In trasferta | In trasferta | In trasferta | In trasferta | Totale | Totale | Totale | Totale | Totale | Totale | DR  |
| Competizione        | Punti | G       | V       | N       | P       | Gf      | Gs      | G            | V            | N            | P            | Gf           | Gs           | G      | V      | N      | P      | Gf     | Gs     | DR  |
| ------------------- | ----- | ------- | ------- | ------- | ------- | ------- | ------- | ------------ | ------------ | ------------ | ------------ | ------------ | ------------ | ------ | ------ | ------ | ------ | ------ | ------ | --- |
| Souper Ligka Ellada | 75    | 15      | 13      | 1       | 1       | 42      | 8       | 15           | 11           | 2            | 2            | 29           | 9            | 30     | 24     | 3      | 3      | 71     | 17     | +54 |
| Coppa di Grecia     | 9     | 3       | 2       | 0       | 1       | 4       | 2       | 4            | 2            | 2            | 0            | 7            | 4            | 7      | 4      | 2      | 1      | 11     | 6      | +5  |
| Europa League       | 10    | 6       | 4       | 2       | 0       | 17      | 5       | 6            | 2            | 1            | 3            | 7            | 7            | 12     | 6      | 3      | 3      | 24     | 12     | +12 |
| Totale              | 94    | 24      | 19      | 3       | 2       | 63      | 15      | 25           | 15           | 5            | 5            | 43           | 20           | 49     | 34     | 8      | 7      | 106    | 35     | +71 |

### Andamento in campionato
| Giornata  | 1 | 2 | 3 | 4 | 5 | 6 | 7 | 8 | 9 | 10 | 11 | 12 | 13 | 14 | 15 | 16 | 17 | 18 | 19 | 20 | 21 | 22 | 23 | 24 | 25 | 26 | 27 | 28 | 29 | 30 |
| --------- | - | - | - | - | - | - | - | - | - | -- | -- | -- | -- | -- | -- | -- | -- | -- | -- | -- | -- | -- | -- | -- | -- | -- | -- | -- | -- | -- |
| Luogo     | C | C | C | T | C | T | T | C | T | C  | T  | C  | T  | C  | C  | T  | T  | T  | C  | T  | C  | C  | T  | C  | T  | C  | T  | C  | T  | T  |
| Risultato | V | V | V | V | P | N | P | V | V | N  | V  | V  | N  | V  | V  | V  | V  | V  | V  | P  | V  | V  | V  | V  | V  | V  | V  | V  | V  | V  |
| Posizione | 5 | 1 | 1 | 1 | 5 | 3 | 4 | 4 | 3 | 3  | 3  | 2  | 3  | 2  | 2  | 2  | 2  | 2  | 2  | 2  | 2  | 2  | 2  | 2  | 2  | 2  | 2  | 2  | 2  | 2  |

Legenda:

Luogo: C = Casa; T = Trasferta. Risultato: V = Vittoria; N = Pareggio; P = Sconfitta.